# Lý Quang Diệu
Lý Quang Diệu (tên gốc: Lee Kuan Yew; chữ Hán: 李光耀; bính âm: Lǐ Guāngyào, 16 tháng 9 năm 1923 – 23 tháng 3 năm 2015), là Thủ tướng đầu tiên của nước Cộng hòa Singapore, ông đảm nhiệm chức vụ này từ năm 1959 đến năm 1990.

## Xuất thân
Theo cuốn hồi ký của ông, Lý Quang Diệu là thế hệ thứ tư thuộc một gia đình người Khách Gia định cư tại Singapore. Ông cố Lý Mộc Văn (Lee Bok Boon – 李沐文) (sinh năm 1846), rời bỏ quê nhà huyện Đại Bộ, Mai Châu, tỉnh Quảng Đông để đến Singapore vào năm 1863. Ông lấy con gái của một ông chủ hiệu là Seow Huan Nio, và đã trở về Trung Quốc vào năm 1882, bỏ lại vợ và 3 đứa con. Lý Mộc Văn đã xây dựng một thái ấp nhỏ ở quê nhà và mất 2 năm sau đó. Ông của Lý Quang Diệu tên là Lý Vân Long (Lee Hoon Leong - 李雲龍), sinh tại Singapore năm 1871, lúc đó đang là thuộc địa Anh. Ông đã được hưởng nền giáo dục của Anh tại Học viện Raffles, và trở thành người chuyên bào chế thuốc không hợp pháp, sau đó chuyển sang làm người phụ trách tài chính trên tàu hơi nước được sở hữu bởi một chủ người Hoa, Oei Tiong Ham.. Lý Vân Long, ở tuổi 26 đã lấy Ko Liem Nio, lúc đó 16 tuổi tại Semarang, Java, thuộc Đông Ấn Hà Lan (nay là Indonesia). Đây là cuộc đám cưới được gia đình 2 bên sắp đặt theo phong tục truyền thống. Gia đình 2 bên đều thuộc tầng lớp trung lưu. Cả cô dâu và chú rể đều được hưởng nền giáo dục Anh quốc. Ông ngoại Lý Vân Long sở hữu bất động sản và việc mua bán cao su tại đường Orchard. Lý Vân Long cuối cùng trở thành giám đốc quản lý của công ty Heap Eng Moh Steamship. Ông Lý Vân Long có 2 người vợ, là việc bình thường vào thời đó, là cha của 5 người con gái và 2 người con trai. Con trai của ông là Lý Tiến Khôn (Lee Chin Koon - 李進坤) cũng đã được hưởng nền giáo dục Anh quốc sau đó đã lấy Thái Nhận Nương (Chua Jim Neo - 蔡認/认娘), là mẹ của ông Lý Quang Diệu. Lý Quang Diệu chào đời trong một nhà lều rộng và thoáng tại số 92 đường Kampong Java, Singapore. Ngay từ khi còn bé, văn hoá Anh đã có ảnh hưởng đậm nét trên Lý, một phần là do ông nội, Lý Vân Long, đã cho các con trai của mình hấp thụ nền giáo dục của Anh. Cũng chính ông nội đã cho cậu bé Lý tên Harry để thêm vào tên Quang Diệu mà người cha đặt cho con mình. Tài sản của ông Lý Vân Long bị tiêu tán do ảnh hưởng của cuộc Đại khủng hoảng, và do đó làm cho cha ông, Lý Tiến Khôn trở thành một chủ cửa hiệu nghèo.
Ngày 30 tháng 9 năm 1950, Lý Quang Diệu kết hôn với Kha Ngọc Chi. Cả hai đều sử dụng tiếng Anh như là ngôn ngữ mẹ đẻ. Ông Diệu do không sõi tiếng Trung Quốc nên đã bắt đầu học tiếng Trung Quốc vào năm 1955 ở độ tuổi 32.. Ông Diệu lúc trưởng thành mới bắt đầu học tiếng Nhật và làm phiên dịch cho người Nhật trong khoảng thời gian Nhật Bản chiếm đóng Singapore.Họ có 2 con trai và 1 con gái.
Vài thành viên trong gia tộc Lý đảm nhiệm những vị trí quan trọng trong xã hội Singapore, các con trai và con gái của ông hiện giữ các chức vụ cao cấp trong chính quyền hoặc liên quan đến chính quyền.
Cậu con cả, Lý Hiển Long, cựu chuẩn tướng quân đội, từ năm 2004 là Bộ trưởng Tài chính và nay là Thủ tướng đương nhiệm. Lý Hiển Long cũng là Phó chủ tịch Ban quản trị Công ty Đầu tư Singapore (Lý Quang Diệu là chủ tịch).
Hà Tinh, vợ của thủ tướng Lý Hiển Long, là giám đốc điều hành của Temasek Holdings.
Con trai thứ của ông Lý – Lý Hiển Dương, cựu chuẩn tướng, hiện là chủ tịch và tổng giám đốc của Sing Tel, một tập đoàn truyền thông xuyên Á, cũng là công ty lớn nhất trong thị trường tư bản (liệt kê trên thị trường chứng khoán Singapore, SGX). 72% cổ phần của Sing Tel thuộc quyền sở hữu của công ty Temasek Holdings, một công ty đầu tư của chính phủ có cổ phần nắm quyền kiểm soát tại những công ty có liên hệ với chính phủ như Singapore Airlines và ngân hàng DBS.
Con gái của ông Lý, Lý Vĩnh Linh, lãnh đạo Viện Khoa học Thần kinh Quốc gia, đến nay vẫn sống độc thân.
Vợ của Lý Quang Diệu, bà Kha Ngọc Chi từng là thành viên của công ty luật nổi tiếng Lee & Lee. Các em trai của ông, Dennis, Freddy và Suan Yew đều là thành viên của công ty luật nói trên. Ông có một em gái tên Monica.
Lý Quang Diệu luôn bác bỏ mọi cáo buộc về gia đình trị, cho rằng những vị trí đặc quyền mà các thành viên trong gia đình ông có được là nhờ những nỗ lực bản thân.

## Thiếu thời
Lý Quang Diệu theo học tại trường tiểu học Telok Kurau, ông cũng mô tả thời học tiểu học thành tích học tập của ông không có gì nổi bật. Sau đó ông theo học Học viện Raffles, ông đã phải nỗ lực để theo kịp vì tại đây có tới 150 học viên đứng đầu toàn Singapore. Ông đã vào được top đầu và tham gia phong trào hướng đạo trong 3 năm. Ông cũng tham gia các hoạt động thể dục thể thao như tennis, cricket, hay tham gia các buổi thảo luận của học viện.
Những năm đầu tại đại học Cambridge ông giành được nhiều học bổng và sau đó đã giành được tấm bằng hạng nhất của nhà trường và giành được học bổng John Anderson cho phép ông theo học đại học Raffles (hiện tại là Đại học quốc gia Singapore). Ông phải bỏ dở việc học khi Nhật Bản chiếm đóng Singapore suốt những năm 1942-1945 trong Chiến tranh thế giới thứ hai. Trong thời kỳ chiếm đóng, ông vận hành hiệu quả những thương vụ chợ đen tiêu thụ một loại keo tapioca gọi là Stikfas. Bắt đầu học tiếng Hán và tiếng Nhật từ năm 1942, ông làm việc với người Nhật trong công việc của một người ghi chép những bức điện báo của phe Đồng Minh, cũng như biên tập bản tiếng Anh cho tờ Hodobu (報道部 – thuộc ban thông tin tuyên truyền của người Nhật) từ năm 1943 đến năm 1944.
Sau chiến tranh, ông theo học luật tại Đại học Fitzwilliam, Đại học Cambridge tại Anh Quốc, và trong một thời gian ngắn, theo học tại Trường Kinh tế Luân Đôn. Năm 1949, Lý Quang Diệu trở về Singapore và hành nghề luật sư tại Laycock và Ong, một công ty luật của John Laycock, một nhà tiên phong trong các hoạt động đa chủng tộc, người cùng với A.P. Rajah và C.C. Tan, thành lập câu lạc bộ đa chủng đầu tiên tại Singapore, thâu nhận người châu Á.

## Sự nghiệp chính trị (1951 – 1959)
Trong hồi ký của ông Diệu, ông có nhắc đến dự định trở về Singapore để làm việc và khi trở về ông đã làm cho công ty luật John Laycock, với mức lương 500$/tháng. Ông trở thành người tư vấn luật cho các hoạt động thương mại và các tổ chức liên đoàn sinh viên..

### Trước thời kỳ Đảng Hành động Nhân dân
Trải nghiệm đầu tiên của Lý Quang Diệu trên chính trường Singapore là vai trò một nhân viên vận động bầu cử cho ông chủ John Laycock dưới ngọn cờ của Đảng Tiến bộ (Progressive Party) thân Anh, trong cuộc bầu cử hội đồng lập pháp năm 1951. Song, Lý Quang Diệu dần dần nhận ra hậu vận đen tối của chính đảng này do thiếu sự ủng hộ của quần chúng, nhất là của giới lao động thuộc cộng đồng nói tiếng Hoa. Nhân tố này là đặc biệt quan trọng khi ủy ban Rendel, vào năm 1953, quyết định mở rộng quyền bầu cử cho tất cả người dân sinh tại địa phương, làm gia tăng đáng kể số cử tri người Hoa. Lý Quang Diệu tiến đến ngả rẽ chính trị của mình khi ông tham gia tư vấn pháp lý cho các nghiệp đoàn thương mại và sinh viên. Các nghiệp đoàn này cung cấp cho ông mối quan hệ với giới công nhân nói tiếng Hoa (về sau, đảng Hành động Nhân dân của ông sử dụng mối quan hệ lịch sử này như là một công cụ đàm phán trong các tranh chấp công nghiệp).

### Thành lập Đảng Hành động Nhân dân
Ngày 21 tháng 11 năm 1954, Lý Quang Diệu cùng với một nhóm bạn hữu thuộc giai cấp trung lưu có học vấn Anh, những người mà ông miêu tả là "những tay tư sản nghiện bia", thành lập Đảng Hành động Nhân dân (PAP – 人民行动党) có khuynh hướng xã hội và liên minh với các nghiệp đoàn theo chủ nghĩa cộng sản. Một hội nghị sáng lập được tổ chức tại Victoria Memorial Hall, sảnh đường đầy cứng với 1.500 người ủng hộ và thành viên nghiệp đoàn. Lý Quang Diệu trở thành Tổng thư ký, chức vụ mà ông nắm giữ cho đến năm 1992, ngoại trừ một thời gian ngắn trong năm 1957. Tunku Abdul Rahman của Đảng UMNO và Tan Cheng Lock của MCA được mời làm quan khách nhằm tăng uy tín cho đảng vừa mới ra đời.

### Đối lập
Lý Quang Diệu ra tranh cử và giành được chiếc ghế đại diện cho Tanjong Pagar trong cuộc tuyển cử năm 1955. Ông trở thành nhà lãnh đạo phe đối lập, chống lại chính phủ liên hiệp dưới sự lãnh đạo của Mặt trận Lao động của David Saul Marshall. Ông cũng là một trong số hai đại diện của PAP đến tham dự những cuộc thương thảo về hiến pháp tổ chức tại Luân Đôn; cuộc thương thảo lần thứ nhất đặt dưới sự hướng dẫn của Marshall, lần thứ hai của Lâm Hữu Phúc. Chính trong giai đoạn này Lý Quang Diệu phải đấu tranh với các đối thủ cả trong lẫn ngoài đảng PAP.

## Thủ tướng, trước khi độc lập (1959 – 1965)

### Chính phủ tự trị (1959 – 1963)
Trong cuộc bầu cử toàn quốc ngày 1 tháng 6 năm 1959, PAP giành được 43 trong tổng số 51 ghế trong hội đồng lập pháp. Singapore giành quyền tự trị trong mọi lĩnh vực của đất nước ngoại trừ quốc phòng và ngoại giao, Lý Quang Diệu trở thành thủ tướng đầu tiên của quốc gia này vào ngày 3 tháng 6 năm 1959, thay thế thủ tướng Lâm Hữu Phúc. Trước khi nhậm chức ông yêu cầu trả tự do cho Lâm Thanh Tường và Devan Nair, hai người này đã bị giam giữ bởi chính phủ Lâm Hữu Phúc.
Sau khi giành được quyền tự trị từ tay người Anh, Singapore phải đối diện với nhiều vấn đề xã hội như giáo dục, nhà ở và tình trạng thất nghiệp. Lý Quang Diệu cho thành lập Ban phát triển gia cư để bắt đầu chương trình xây dựng chung cư hầu làm giảm nhẹ sự thiếu hụt nhà ở.

### Sáp nhập rồi tách khỏi Malaysia (1963 – 1965)
Sau khi thủ tướng của Malaysia, Tunku Abdul Rahman, đưa ra đề nghị thành lập một liên bang bao gồm Mã Lai, Singapore, Sabah, Sarawak và Brunei vào năm 1961, Lý Quang Diệu khởi phát chiến dịch đòi sáp nhập với Malaysia với mục đích chấm dứt sự cai trị của người Anh. Sử dụng những kết quả thu được từ cuộc trưng cầu dân ý tổ chức ngày 1 tháng 9 năm 1962, theo đó có đến 70% lá phiếu ủng hộ đề nghị của mình, Lý Quang Diệu tuyên bố nhân dân đứng về phía ông. Suốt trong chiến dịch Coldstore, Lý Quang Diệu tìm cách loại bỏ những thành phần chống đối kế hoạch sáp nhập.
Ngày 16 tháng 9 năm 1963, Singapore trở nên một phần của Liên bang Malaysia. Tuy nhiên, liên bang này không tồn tại được lâu. Chính quyền trung ương Malaysia, dưới sự lãnh đạo của Tổ chức Liên hiệp Dân tộc Mã Lai (UMNO), tỏ ra quan ngại về thành phần đa số của người Hoa ở Singapore cũng như những thách thức chính trị của PAP tại Malaysia. Lý Quang Diệu công khai chống lại chủ trương dân tộc cực đoan Mã Lai (bumiputra). Mối quan hệ giữa PAP và UMNO trở nên căng thẳng gay gắt. Một số người trong UMNO muốn bắt giữ ông.
Bạo động chủng tộc bùng nổ sau đó gần Kallang Gasworks vào dịp sinh nhật tiên tri Mohamet (ngày 21 tháng 6 năm 1964), có 25 người thiệt mạng khi người Hoa và người Mã Lai tấn công lẫn nhau. Đến nay vẫn còn tranh cãi về nguyên nhân của cuộc bạo động này, có người cho rằng một người Hoa đã ném chai lọ vào đám đông người Mã Lai trong khi có người nghĩ ngược lại, cho rằng một người Mã Lai đã làm điều này. Thêm những vụ bạo động bùng nổ trong tháng 9 năm 1964, khi đám đông cướp phá xe hơi và các cửa hiệu, khiến cả Tunku Abdul Rahman và Lý Quang Diệu phải xuất hiện trước công chúng nhằm xoa dịu tình hình. Trong lúc này giá thực phẩm tăng cao do tắc nghẽn giao thông, làm cho tình hình càng xấu hơn.
Không tìm ra phương cách giải quyết cuộc khủng hoảng, Tunku Abdul Rahman chọn lấy quyết định trục xuất Singapore ra khỏi Malaysia, "cắt đứt mọi quan hệ với chính quyền của một tiểu bang đã không đưa ra bất cứ biện pháp nào chứng tỏ lòng trung thành với chính quyền trung ương". Lý Quang Diệu cố gắng xoay xở để tìm ra một thỏa hiệp nhưng không thành công. Sau đó, do sự thuyết phục của Ngô Khánh Thụy (Goh Keng Swee), ông nhận ra rằng ly khai là điều không thể tránh khỏi. Ngày 7 tháng 8 năm 1965, Lý Quang Diệu ký thoả ước ly khai, trong đó có bàn về mối quan hệ sau ly khai với Malaysia hầu có thể tiếp tục duy trì sự hợp tác trong những lãnh vực như thương mại và quốc phòng.
Đây là một đòn nặng đánh vào Lý Quang Diệu, vì ông tin rằng sự hợp nhất là yếu tố căn cốt cho sự tồn vong của Singapore. Trong cuộc họp báo được truyền hình trực tiếp, khóc oà trong xúc cảm, Lý Quang Diệu thông báo với dân chúng về quyết định ly khai:
| “ | Đối với tôi, đây là một khoảnh khắc đau thương. Suốt cuộc đời tôi, suốt cuộc đời trưởng thành của tôi, tôi luôn tin tưởng vào sự kết hợp và thống nhất của hai vùng lãnh thổ... Ngay lúc này, tôi, Lý Quang Diệu, Thủ tướng Singapore, nhân danh nhân dân và chính quyền Singapore, tuyên bố rằng kể từ hôm nay, ngày 9 tháng 8 năm 1965, Singapore sẽ vĩnh viễn là một quốc gia độc lập, dân chủ với đầy đủ chủ quyền, lập nền trên những nguyên lý của quyền tự do và công bằng hầu mưu tìm phúc lợi và hạnh phúc cho nhân dân đang sinh sống trong một xã hội tối hảo, công bằng và bình đẳng. | ” |

Cũng trong ngày ấy, 9 tháng 8 năm 1965, Quốc hội Malaysia biểu quyết thông qua nghị quyết cắt đứt quan hệ với tiểu bang Singapore, như vậy nước Cộng hoà Singapore được hình thành. Tân quốc không có tài nguyên thiên nhiên, không có nguồn nước và khả năng quốc phòng thì hết sức nhỏ bé. Nay Lý Quang Diệu phải đứng ra gánh vác trọng trách xây dựng đảo quốc mới vừa được khai sinh này.

## Thủ tướng, sau độc lập (1965 – 1990)
Trong quyển hồi ký của mình, Lý Quang Diệu nói rằng ông không thể ngủ ngon và ngã bệnh sau ngày Singapore độc lập. Sau khi nghe Cao uỷ John Robb tường trình về hoàn cảnh của Lý Quang Diệu, Thủ tướng Anh Harold Wilson bày tỏ những quan ngại của mình và nhận được phúc đáp của Lý Quang Diệu:
| “ | Đừng lo cho Singapore. Đồng sự của tôi và tôi là những người tỉnh táo và chừng mực, ngay cả trong thời điểm đau buồn này. Chúng tôi sẽ cân nhắc mọi hệ lụy có thể xảy ra khi quyết định cho bất cứ động thái nào trên bàn cờ chính trị... | ” |

Lý Quang Diệu khởi sự tìm kiếm sự công nhận của quốc tế cho quốc gia Singapore độc lập. Ngày 21 tháng 9 năm 1965, Singapore gia nhập Liên Hợp Quốc, và ngày 8 tháng 8 năm 1967, gia nhập Hiệp hội các quốc gia Đông Nam Á (ASEAN). Ngày 25 tháng 5 năm 1973, Lý Quang Diệu chính thức viếng thăm Indonesia, chỉ vài năm sau chính sách đối đầu (Konfrontasi) dưới chế độ của Sukarno. Quan hệ giữa Singapore và Indonesia có những bước cải thiện căn bản nhờ những cuộc viếng thăm qua lại sau đó giữa hai nước.
Vì Singapore chưa bao giờ có một nền văn hoá chủ đạo để dân nhập cư có thể hoà nhập, cũng không có một ngôn ngữ chung, trong hai thập niên 1970 và 1980, cùng với các nỗ lực từ chính phủ và đảng cầm quyền, Lý Quang Diệu cố gắng kiến tạo một bản sắc chung cho Singapore.
Lý Quang Diệu và chính quyền luôn nhấn mạnh đến tầm quan trọng của chủ trương bao dung tôn giáo và hoà hợp chủng tộc, sẵn sàng sử dụng luật pháp để chống lại bất kỳ hiểm hoạ nào có thể kích hoạt bạo động tôn giáo và chủng tộc. Điển hình, Lý Quang Diệu đã cảnh cáo "việc truyền bá phúc âm cách thiếu nhạy cảm" khi đề cập đến những trường hợp các tín hữu Cơ Đốc chia sẻ đức tin của mình cho người Mã Lai (tuyệt đại đa số theo Hồi giáo). Năm 1974, chính phủ khuyến cáo Thánh Kinh Hội Singapore nên ngưng xuất bản các ấn phẩm tôn giáo bằng tiếng Mã Lai.

### Chính sách
Trong cương vị lãnh đạo quốc gia suốt trong thời kỳ hậu độc lập, ông Lý có ba mối quan tâm chính: An ninh Quốc gia, Kinh tế và những vấn đề Xã hội.

#### An ninh quốc gia
Tính dễ bị tổn thương của Singapore luôn được cảm nhận sâu sắc khi xảy ra các mối đe doạ từ nhiều phía khác nhau, trong đó có Indonesia (với chính sách đối đầu), cũng như thành phần cực đoan trong đảng UMNO, những người này muốn đem Singapore trở về với Malaysia. Ngay khi Singapore được gia nhập Liên Hợp Quốc, Lý Quang Diệu vội vàng tìm kiếm sự công nhận của quốc tế dành cho nước Singapore độc lập. Theo gương Thuỵ Sĩ, ông tuyên bố chính sách trung lập và không liên kết. Cùng lúc, ông giao cho Ngô Khánh Thụy trọng trách xây dựng Lực lượng vũ trang Singapore và xin trợ giúp từ các quốc gia khác trong các lãnh vực tư vấn, huấn luyện và cung ứng quân dụng.
Năm 1967, khi người Anh tỏ ý cắt giảm hoặc triệt thoái quân đội khỏi Singapore và Malaysia, Lý Quang Diệu và Goh đưa ra chương trình quân dịch National Service nhằm phát triển một lực lượng trừ bị quy mô có thể huy động trong một thời gian ngắn. Tháng 1 năm 1968, ông mua một ít xe tăng AMX-13 do Pháp chế tạo, đến năm 1972, tổng số xe tăng tân trang được mua là 72 chiếc.
Sau này, Singapore thiết lập quan hệ quân sự với các quốc gia thành viên của ASEAN, với Hiệp ước Phòng thủ Ngũ Cường (Five-Powers Defense Agreement, FPDA) và các nước khác, giúp phục hồi nền an ninh quốc gia sau cuộc triệt thoái ngày 31 tháng 10 năm 1971 của quân đội Anh.

#### Luật pháp
Lý Quang Diệu không bao giờ tin tưởng vào một xã hội dân sự nhấn mạnh quá mức vào tự do cá nhân như các nước phương Tây. Trong cuốn Lý Quang Diệu - Bàn về Trung Quốc, Hoa Kỳ và thế giới, ông thấy nước Mỹ có nhiều điều hoàn toàn không thể chấp nhận được: súng ống, ma túy, tội phạm, bạo lực... tính không ổn định, ứng xử thiếu văn minh nơi công cộng, tóm lại là tình trạng sa sút của một xã hội dân sự. Ngày nào cũng có những hình ảnh bạo lực và khiêu dâm trên truyền hình thì cả xã hội sẽ bị phơi nhiễm và điều này sẽ hủy hoại cả một cộng đồng. Việc mở rộng quá mức các quyền cá nhân khiến con người ứng xử tùy tiện, bất chấp chuẩn mực chung và làm tổn hại đến xã hội có trật tự. Các quyền cá nhân được phương Tây coi trọng thái quá đã làm ảnh hưởng đến cả cộng đồng; và tội phạm thường xuyên thoát khỏi sự trừng phạt vì luật pháp bảo vệ quyền con người một cách thái quá.
Để giữ vững kỷ cương xã hội, chính phủ Lý Quang Diệu đề ra các hình phạt rất nghiêm khắc, bao gồm cả trừng phạt thân thể dưới dạng đánh đòn hoặc phạt roi nơi công cộng, có thể áp dụng đối với các tội hình như hiếp dâm, gây rối loạn, phá hoại, và các vi phạm di trú nhất định. Tổ chức Ân xá Quốc tế cho rằng một số điều khoản pháp lý của Singapore xung đột với quyền được cho là vô tội cho đến khi bị chứng minh là có tội, và rằng Singapore "có thể có tỷ lệ hành quyết cao nhất trên thế giới so với dân số của quốc gia". Chính phủ Singapore luôn phản bác các tuyên bố của Tổ chức Ân xá Quốc tế.

#### Kinh tế
Tách rời khỏi Malaysia có nghĩa là mất luôn thị trường chung và thị trường nội địa. Khó khăn càng chồng chất khi quân đội Anh triệt thoái làm mất thêm 50.000 chỗ làm. Mặc dù người Anh ủng hộ những cam kết trước đó duy trì các căn cứ quân sự cho đến năm 1975, Lý Quang Diệu không muốn làm căng thẳng mối quan hệ với Luân Đôn. Ông tìm cách thuyết phục Harold Wilson cho phép chuyển đổi các cơ sở quân sự (như xưởng sửa chữa và đóng tàu của hải quân) cho các mục đích dân sự, thay vì phá huỷ chúng như theo luật của nước Anh. Với sự tư vấn của Tiến sĩ Albert Winsemius, Lý Quang Diệu dẫn đưa Singapore vào con đường công nghiệp hoá.
Năm 1961, Ban Phát triển Kinh tế được thành lập với nhiệm vụ thu hút đầu tư nước ngoài, đưa ra những ưu đãi thuế hấp dẫn và xây dựng một lực lượng lao động lương thấp nhưng có kỷ luật lao động và tay nghề cao. Đồng thời chính phủ duy trì biện pháp kiểm soát chặt chẽ nền kinh tế, ban hành những quy định về phân phối đất đai, lao động và nguồn vốn. Tiến hành xây dựng hạ tầng cơ sở hiện đại như phi trường, hải cảng, đường sá và mạng lưới truyền thông. Ban Xúc tiến Du lịch cũng được thành lập để phát triển du lịch và tạo thêm việc làm. Trong vai trò lãnh đạo công cuộc xây dựng và phát triển nền kinh tế Singapore, Lý Quang Diệu nhận được sự hỗ trợ từ những bộ trưởng tài năng nhất, đặc biệt là Goh Keng Swee và Hon Sui sen. Họ cố xoay xở để hạ giảm tỷ lệ người thất nghiệp từ 14% trong năm 1965 xuống còn 4,5% vào năm 1973.

#### Ấn định ngôn ngữ chính thức
Lý Quang Diệu chọn tiếng Anh là ngôn ngữ công sở và ngôn ngữ chung cho các chủng tộc khác nhau, trong khi vẫn công nhận tiếng Mã Lai, tiếng Trung Quốc và tiếng Tamil là ngôn ngữ chính thức. Hầu hết trường học đều sử dụng tiếng Anh như là chuyển ngữ cho học tập, mặc dù tiếng mẹ đẻ vẫn được dạy trong trường học.
Lý Quang Diệu khuyến khích người dân ngưng sử dụng các phương ngữ của tiếng Hoa, và phát triển Hán ngữ tiêu chuẩn như một ngôn ngữ thay thế, chiếm lấy vị trí "tiếng mẹ đẻ" với mục tiêu xây dựng một ngôn ngữ giao tiếp chung cho cộng đồng người Hoa. Năm 1979, Lý Quang Diệu chính thức phát động phong trào nói Hán ngữ tiêu chuẩn. Ông cho hủy bỏ tất cả chương trình truyền hình bằng tiếng địa phương, ngoại trừ các chương trình tin tức và nhạc kịch (phục vụ cho người lớn tuổi). Biện pháp này đã làm suy tàn các phương ngữ của tiếng Hoa; ngày nay người ta nhận ra rằng giới trẻ Singapore gốc Hoa không còn thông thạo khi sử dụng phương ngữ tiếng Hoa, vì vậy họ gặp nhiều khó khăn khi tiếp xúc với ông bà của họ là những người chỉ biết nói tiếng Hoa địa phương.
Trong thập kỷ 1970, sinh viên tốt nghiệp từ Đại học Công nghệ Nanyang nói tiếng Hoa gặp trở ngại khi kiếm việc làm vì không thông thạo tiếng Anh, ngôn ngữ cần có tại chỗ làm, đặc biệt là trong khu vực công. Lý Quang Diệu phải sử dụng biện pháp triệt để bằng cách sáp nhập Đại học Nanyang vào Đại học Singapore để trở thành Đại học Quốc gia Singapore. Động thái này gây ảnh hưởng lớn trên các giáo sư nói tiếng Hoa vì họ buộc phải dạy bằng tiếng Anh. Những người có công xây dựng Đại học Nanyang cũng lên tiếng chống đối vì những tình cảm ràng buộc với trường này.

#### Quy chế chính phủ
Giống các quốc gia châu Á khác, Singapore cũng không miễn nhiễm đối với nạn tham nhũng. Lý Quang Diệu nhận thức rõ rằng tham nhũng là một trong những nguyên do dẫn đến sự sụp đổ của chính quyền Trung Hoa Dân quốc tại Trung Hoa. Ông ban hành những luật lệ cần thiết dành cho Văn phòng Điều tra Tham nhũng (Corrupt Practices Investigation Bureau, CPIB) nhiều quyền hạn hơn để bắt giữ, lục soát, triệu tập nhân chứng, điều tra các tài khoản ngân hàng và các khoản hoàn trả thuế lợi tức của những cá nhân bị tình nghi cùng với gia đình của họ. Với sự ủng hộ của Lý Quang Diệu, CPIB được giao thẩm quyền tiến hành các cuộc điều tra đối với bất kỳ viên chức hoặc bộ trưởng nào. Trong thực tế, sau đó đã có vài bộ trưởng bị cáo buộc tham nhũng.
Lý Quang Diệu tin rằng các bộ trưởng nên được trả lương cao để duy trì một chính quyền sạch và chân thật. Năm 1994, ông đề nghị nối kết mức lương của bộ trưởng, thẩm phán và viên chức công quyền cao cấp với mức lương của giới chuyên nghiệp hàng đầu trong khu vực tư, vì ông cho rằng như thế sẽ giúp tuyển mộ và duy trì nhiều tài năng phục vụ trong khu vực công.
Năm 1983, Lý Quang Diệu gây ra nhiều tranh cãi gay gắt về hôn nhân khi ông lên tiếng khuyến khích nam giới Singapore kết hôn với phụ nữ thuộc thành phần học thức. Ông bày tỏ mối quan ngại khi hiện có nhiều phụ nữ đã tốt nghiệp đại học vẫn chưa lập gia đình. Một số nhóm dân cư, trong đó có những phụ nữ tốt nghiệp đại học, tỏ ra giận dữ vì quan điểm này. Dù vậy, một cơ quan môi giới hôn nhân, Social Development Unit, đã được thành lập nhằm tạo điều kiện giao tiếp cho những người tốt nghiệp đại học của cả hai giới. Ông cũng đưa ra những biện pháp khuyến khích các bà mẹ học thức có ba hoặc bốn con, đảo ngược chiến dịch kế hoạch hoá gia đình "chỉ nên có hai con" trong hai thập niên 1960 và 1970.

### Bang giao với Malaysia

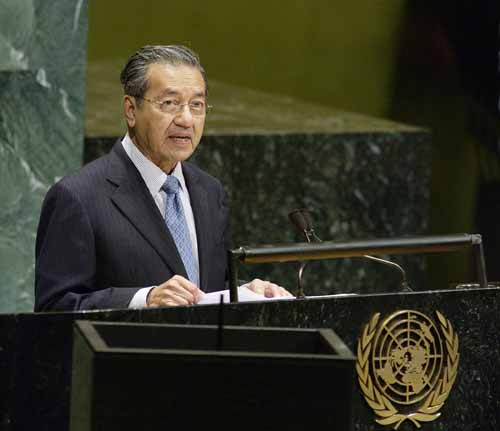
Mahathir Mohamad

Singapore vốn là vùng lãnh thổ thuộc Malaysia, sau đó tách ra độc lập. Do vậy, thái độ giữa 2 nước trong thời kỳ đầu là rất xấu.
Lý Quang Diệu mong muốn cải thiện quan hệ với Mahathir Mohamad ngay từ khi Mahathir bin Mohamad được bổ nhiệm vào chức vụ phó thủ tướng. Nhận biết rằng Mahathir đang ở vị trí chuẩn bị cho chức thủ tướng Malaysia, năm 1978 ông mời Mahathir (thông qua tổng thống Singapore lúc ấy là Devan Nair) đến thăm Singapore. Cuộc viếng thăm lần đầu và những lần sau đó giúp cải thiện mối quan hệ cá nhân giữa hai nhà lãnh đạo cũng như mối bang giao giữa hai quốc gia. Mahathir yêu cầu Lý Quang Diệu cắt đứt quan hệ với các thủ lĩnh gốc Hoa thuộc đảng Hành động Dân chủ (tại Malaysia); đổi lại, Mahathir cam kết không can thiệp vào các vấn đề của người Singapore gốc Mã Lai.
Tháng 12 năm 1981, Mahathir quyết định thay đổi múi giờ của bán đảo Mã Lai để tạo nên một múi giờ thống nhất cho toàn thể đất nước Malaysia, Lý Quang Diệu chấp nhận sự thay đổi này vì những lý do kinh tế và xã hội. Nhờ vậy, mối quan hệ giữa hai phía càng được cải thiện trong năm 1982.
Tháng 1 năm 1984, Mahathir áp đặt thuế RM100 trên tất cả phương tiện vận chuyển từ Malaysia sang Singapore. Khi Musa Hitam cố phản đối chính sách này của Mahathir, thuế suất được tăng gấp đôi với mục đích ngăn cản việc sử dụng cảng biển của Singapore, vì vậy một sự đổ vỡ trong bang giao giữa hai nước trở nên rõ ràng.
Tháng 6 năm 1988, Lý Quang Diệu và Mahathir tiến tới một thoả thuận chung tại Kuala Lumpur về việc xây dựng đập Linggui trên sông Johor. Năm 1989, Lý Quang Diệu tìm cách thăm dò lập trường của Mahathir khi muốn dời những trạm hải quan đường sắt từ Tanjong Pagar ở miền Nam Singapore đến Woodlands ở đoạn cuối Causeway, một phần do sự gia tăng nạn buôn lậu ma tuý vào Singapore. Điều này gây bất bình tại Malaysia, vì một vùng đất sẽ thuộc về Singapore khi đường sắt ngưng hoạt động. Mahathir giao cho Daim Zainuddin, khi ấy là bộ trưởng tài chính Malaysia, giải quyết vấn đề này.
Sau nhiều tháng thương thảo, hai bên đạt được thỏa thuận cùng phát triển ba vùng đất ở Tanjong Pagar, Kranji và Woodlands. Malaysia được 60% vùng đất, trong khi phần của Singapore là 40%. Thoả ước được ký kết ngày 27 tháng 11 năm 1990, một ngày trước khi Lý Quang Diệu nghỉ hưu.

### Quan điểm về Việt Nam
Trong thời kỳ lãnh đạo của Lý Quang Diệu, kinh tế Singapore được hưởng lợi từ việc cung cấp nhu yếu phẩm, nhiên liệu, vũ khí và phương tiện chiến tranh cho quân viễn chinh Mỹ trong Chiến tranh Việt Nam. Riêng xăng dầu và nhiên liệu, mỗi tháng Singapore bán cho Mỹ lượng hàng trị giá 600 triệu đôla, thu nhập từ việc làm hậu cần cho quân đội Mỹ chính là nguồn lực ban đầu giúp Singapore xây dựng kinh tế đất nước.. Ông nhìn nhận vai trò của Hoa Kỳ trong cuộc Chiến tranh Việt Nam và tác động của nó tới chủ nghĩa cộng sản tại Đông Nam Á: 
| “ | Mặc dù sự can thiệp của Mỹ tại Việt Nam đã thất bại nhưng nó đã câu giờ cho phần còn lại của Đông Nam Á. Vào năm 1965 khi quân đội Hoa Kỳ đổ bộ hùng hậu vào Nam Việt Nam, Thái Lan, Malaysia và Philippines từng đối đầu với những mối đe dọa bên trong tới từ những phong trào nổi dậy của những người cộng sản có vũ trang, còn tại Singapore thì phong trào cộng sản ngầm vẫn hoạt động. [...] Tới năm 1975 thì họ đã có tư thế tốt hơn để kháng cự lại những người cộng sản. Nếu không có sự can thiệp của Mỹ, ý chí kháng cự của chính phủ những nước này sẽ suy yếu và Đông Nam Á sẽ hầu như trở thành các nước cộng sản chủ nghĩa. | ” |

Lý Quang Diệu tin vào lý thuyết rằng những lãnh đạo vĩ đại sẽ xoay vần lịch sử. Nhờ điều này, Singapore đã thành công trong khi Việt Nam Cộng hòa đã thất bại. Ông từng nói: "Sài Gòn có thể làm được những gì Singapore đã làm... Nếu nhìn vào Sài Gòn và Singapore vào năm 1954, ai đó có thể nói Singapore là thứ vứt đi, không phải Sài Gòn", nhưng rồi Singapore đã tự đứng vững trong khi Việt Nam Cộng hòa thì ngày một suy sụp và phải dựa vào Mỹ để tồn tại. Lý Quang Diệu cho rằng chính phủ Mỹ thời Eisenhower là nguyên nhân cho tình trạng sa lầy của Mỹ, bởi vì Eisenhower đã "cho phép Ngô Đình Diệm loại bỏ khỏi hệ thống chính trị tất cả các lựa chọn thay thế cho ông ta".
Quan điểm của Lý Quang Diệu về cải cách của Việt Nam đã thay đổi đáng kể từ chỗ khá lạc quan vào đầu những năm 1990. Tới năm 2000, Lý Quang Diệu tin rằng thế hệ các nhà lãnh đạo lớn tuổi của Việt Nam không có khả năng phá vỡ tư duy xã hội chủ nghĩa một cách cơ bản. Lúc đầu họ đồng ý bắt tay vào chặng đường cải cách bởi vì họ thấy rằng đất nước đang chẳng đi đến đâu. Nhưng từ đó đến giờ họ vẫn chưa thể hiện được quyết tâm thật sự trong việc đại tu hệ thống, điều mà người ta đã chứng kiến ở các lãnh đạo Trung Quốc. Theo Lý Quang Diệu, các nhà lãnh đạo lão thành cách mạng (Old Guard leaders) khiến Việt Nam trì trệ, chỉ khi họ qua đời thì Việt Nam mới có thể tạo ra đột phá trong các nỗ lực hiện đại hóa của mình.

### Quan điểm về Trung Quốc
Lý Quang Diệu cho rằng vụ dập tắt cuộc biểu tình ở Thiên An Môn của Trung Quốc là cần thiết để duy trì trật tự và luật pháp, nếu không đất nước rộng lớn này sẽ sớm tan vỡ thành nhiều mảnh bởi các lực lượng nổi dậy cát cứ ở các địa phương: 
"Tôi hiểu Đặng Tiểu Bình khi ông ấy nói, "nếu phải bắn, hãy bắn ngay"... Bởi vì nhiều khả năng Trung Quốc sẽ đại loạn trong 100 năm tới. Đặng hiểu, ông ấy thả lỏng dần dần. Không có Đặng, Trung Quốc đã vỡ tan."".
Lý Quang Diệu cũng cho rằng thế kỉ 21 sẽ là thế kỷ của cuộc cạnh tranh giành ngôi vị siêu cường thế giới giữa Mỹ và Trung Quốc, và viễn cảnh thế giới sẽ bước vào một "kỷ nguyên Trung Quốc". Theo phỏng đoán của ông, cuộc chiến này sẽ chủ yếu diễn ra ở châu Á và Đông Nam Á là một trận địa chiến lược. Lý Quang Diệu nhận định Trung Quốc sẽ không muốn đối đầu với Mỹ cho đến khi nước này vượt qua hoặc ngang bằng với Mỹ trong lĩnh vực phát triển kinh tế và ứng dụng công nghệ: "Trung Quốc nhận ra rằng nếu tiếp tục "trỗi dậy hòa bình" và chỉ tranh giành vị trí số một về kinh tế và công nghệ thì họ không thể thua. Giới lãnh đạo Trung Quốc sẽ trung thành với bí quyết của Đặng Tiểu Bình: "Ẩn mình chờ thời".

### Quan điểm về Hoa Kỳ
Lý Quang Diệu không chia sẻ niềm tin của người Mỹ về nền dân chủ của họ. Ông cho rằng vị thế của Mỹ sẽ bị Trung Quốc thách thức.
| “ | Người Mỹ tin những ý tưởng của họ là phổ biến – uy thế tuyệt đối của cá nhân và quyền tự do biểu đạt mà không bị giới hạn. Nhưng không phải vậy – chưa bao giờ như vậy. Thực tế xã hội Mỹ thành công như vậy suốt một thời gian dài không phải nhờ những ý tưởng và nguyên tắc này, mà nhờ may mắn về địa chính trị, tài nguyên dồi dào và năng lực của cộng đồng di dân, dòng vốn và công nghệ rất lớn từ châu Âu, và hai đại dương rộng lớn ngăn cách mọi xung đột của thế giới cách xa bờ biển nước Mỹ. Rốt cuộc người Mỹ sẽ phải chia sẻ vị trí vượt trội của mình với Trung Quốc. | ” |

## Bộ trưởng Cao cấp (1990 – 2004)
Sau khi lãnh đạo đảng PAP giành được chiến thắng trong 7 cuộc bầu cử, ngày 28 tháng 11 năm 1990, Lý Quang Diệu quyết định về hưu và bàn giao chức vụ thủ tướng cho Ngô Tác Đống (Goh Chok Tong) con của Ngô Khánh Thụy. Ông là chính khách có quãng thời gian dài nhất phục vụ trong cương vị thủ tướng.
Cuộc chuyển giao quyền lãnh đạo được chuẩn bị và tiến hành hết sức chu đáo. Chu trình tuyển chọn và đào tạo thế hệ lãnh đạo thứ hai khởi sự từ đầu thập niên 1970. Trong thập niên 1980, Goh và các nhà lãnh đạo trẻ tuổi khác bắt đầu đảm nhận các vị trí quan trọng trong nội các. Trước cuộc chuyển giao, tất cả các nhà lãnh đạo thế hệ thứ nhất ("những cựu binh") đều về hưu, kể cả Ngô Khánh Thụy (Goh Keng Swee), S. Rajaratnam và Đỗ Tiến Tài (Toh Chin Chye). Vì được chuẩn bị tốt, cuộc chuyển giao không gây ra bất cứ biến động nào, mặc dù đây là cuộc chuyển giao quyền lực lần đầu tiên kể từ khi Singapore độc lập.
Khi Ngô Tác Đống đảm nhận vị trí lãnh đạo chính phủ, Lý Quang Diệu vẫn tiếp tục ở lại nội các trong cương vị bộ trưởng cao cấp và đưa ra những tư vấn. Trước công chúng, ông vẫn thường nhắc đến Ngô như là "thủ tướng của tôi" để bày tỏ sự tôn trọng dành cho thẩm quyền của Ngô. Tuy vậy, quan điểm của ông vẫn được lắng nghe trong công luận và trong các buổi họp nội các. Ông vẫn tiếp tục hành xử ảnh hưởng đặc biệt to lớn trên đảo quốc này và ông cũng sẵn lòng sử dụng ảnh hưởng ấy khi cần thiết. Như ông đã phát biểu trong ngày Quốc khánh năm 1988:
| “ | Ngay cả khi nằm trên giường bệnh, ngay cả khi các bạn đem tôi đi mai táng, nếu tôi nhận thấy đang xảy ra một điều gì sai trái, tôi sẽ ngồi dậy ngay. | ” |

Lý Quang Diệu cố tự kìm chế không can thiệp vào các biện pháp của chính phủ đối với các nước ASEAN, trong đó có Malaysia, vì không muốn dẫm chân người kế nhiệm Ngô Tác Đống. Dù vậy, ông vẫn giữ vai trò quan trọng trong các vấn đề kinh tế như thoả thuận với phó chủ tịch Lý Lam Thanh ngày 26 tháng 2 năm 1994 về việc chuyển đổi phần mềm hành chính công về quản trị và phát triển của Khu công nghiệp Tô Châu.

## Bộ trưởng Cố vấn (2004 – 2015)
Ngày 12 tháng 8 năm 2004, Ngô Tác Đống rút lui để bàn giao chức vụ thủ tướng cho Lý Hiển Long, con trai đầu của Lý Quang Diệu. Goh trở thành bộ trưởng cao cấp và ông Lý đảm nhiệm một chức vụ mới được thành lập, Bộ trưởng Cố vấn (Minister Mentor).
Mặc dù chống đối bài bạc trong "cảm xúc và trí tuệ", Lý Quang Diệu không hành động chống lại đề án của Lý Hiển Long cho phép thành lập casino trên lãnh thổ Singapore. Ông nói: "Có casino hay không là điều mà những nhà lãnh đạo mới phải quyết định".
Gần đây, Lý Quang Diệu bày tỏ những quan ngại về ảnh hưởng đang suy giảm của tiếng Hoa phổ thông trong giới trẻ Singapore. Trong một bài diễn văn đọc trước quốc hội, ông nói: "Người Singapore cần phải học để thông thạo cả tiếng Anh và tiếng Hoa phổ thông". Sau đó, vào tháng 1 năm 2005, ông cho xúc tiến một chương trình truyền hình gọi là 华语 Cool!, trong nỗ lực thu hút giới trẻ đến với tiếng Hoa phổ thông.
Ngày 12 tháng 6 năm 2005, trong một cuộc phỏng vấn thực hiện bởi Đài Truyền hình Trung ương Trung Quốc (CCTV), ông Lý nhấn mạnh đến nhu cầu liên tục đào tạo những nhân tài lãnh đạo đất nước, ông nói:
| “ | Chúng ta cần những nhà lãnh đạo là những người có tầm nhìn xa và rộng, có đầu óc minh mẫn và phóng khoáng, có khả năng nắm bắt cơ hội như chúng ta đã làm... Nhiệm vụ của tôi là tìm ra người kế nhiệm xứng đáng. Tôi đã tìm ra họ, và họ đang ở đây; bây giờ đến lượt họ phải tìm ra người kế nhiệm cho mình. Như thế cần có sự liên tục tìm kiếm và đào tạo những nhà lãnh đạo có năng lực, chân thật, tận tụy và tài năng, là những người làm việc không phải vì mình, mà vì nhân dân và đất nước. | ” |

## Bệnh nặng và qua đời
Từ đầu tháng 2 năm 2015, Lý Quang Diệu đã phải điều trị ở bệnh viện vì bị viêm phổi. Văn phòng thủ tướng của con trai cả ông nói ngày 17 tháng 3 là tình trạng đã xấu đi vì ông bị nhiễm trùng, ngày hôm sau lại càng trầm trọng trong đơn vị chăm sóc đặc biệt.
Ông Lý Quang Diệu qua đời lúc 3 giờ 18 phút (giờ địa phương) ngày 23 tháng 3 năm 2015, khi đang điều trị tại Bệnh viện Đa khoa Singapore, hưởng thọ 91 tuổi. Thông tin từ Văn phòng thủ tướng Lý Hiển Long nêu rõ, do tuổi cao và bị bệnh viêm phổi cấp tính nên ông qua đời.

## Giá trị châu Á và niềm tinNho giáo
Lý Quang Diệu là một trong số những người ủng hộ các giá trị châu Á, mặc dù cách giải thích của ông về các giá trị này thường gây tranh cãi. Trong thập kỷ 1980, ông tích cực cổ xuý các giá trị châu Á như Nho giáo, hoặc ở mức độ ít hơn, các đức hạnh của Phật giáo. Điều này được thể hiện trong những lần viếng thăm của ông đến các đền chùa Trung Hoa.
Lý Quang Diệu luôn phát biểu nhấn mạnh tầm quan trọng của đạo Nho đối với xã hội Singapore. Bản thân ông năm 1985 đã được bầu làm Chủ tịch Hội Khổng học thế giới.
Trong một cuộc phỏng vấn với báo The Straits Times, ông nói rằng ông là người theo thuyết bất khả tri (agnostic).
Trả lời phỏng vấn trên Foreign Affairs năm 1994, ông Lý Quang Diệu nói về tầm quan trọng của văn hóa và đạo đức truyền thống đối với sự phát triển của Đông Á, điều mà các nước phương Tây đã đánh mất:
Tôi thấy có những điều không chấp nhận được trong xã hội Mỹ: súng ống, thuốc phiện, tội phạm bạo lực, người vô gia cư, các hành vi lố lăng ngoài đường, nói tóm lại là xã hội đổ vỡ. Sự mở rộng quyền tự do cá nhân thích hành động hay phá phách thế nào tuỳ ý gây ra tổn thất với trật tự xã hội. Ở phương Đông, mục đích chính luôn là trật tự xã hội ổn định để mọi người có thể có hưởng tự do của mình. Sự tự do này chỉ tồn tại trong xã hội ổn định chứ không phải ở đất nước của tranh cãi và vô chính phủ.
Tại Singapore, nếu nước tiểu dương tính, anh ta phải đi cai nghiện ngay. Ở Mỹ anh làm vậy thì lại bị coi là xâm phạm quyền tự do cá nhân và bị kiện ngay tức khắc. Quyền cá nhân ở Mỹ được coi là bất khả xâm phạm. Nhưng chẳng ai quan tâm khi quân đội Mỹ bắt tổng thống của một nước khác rồi đưa đến Florida và ném ông ta vào tù. Tôi chẳng thể nào hiểu được.
Con người cần những ý thức đạo đức nhất định về đúng và sai. Có những thứ là xấu xa. Anh đơn giản là xấu xa, dễ làm những việc xấu thì phải chặn anh không làm những việc xấu vậy. Người phương Tây từ bỏ những nền tảng đạo đức của xã hội, tin rằng mọi vấn đề có thể giải quyết bằng một chính phủ tốt – đây là điều mà phương Đông chúng tôi không bao giờ tin.
Xã hội phương Đông tin rằng cá nhân tồn tại trong khuôn khổ gia đình. Anh ta không tách rời ra bối cảnh đó. Gia đình là một phần của gia đình rộng lớn hơn, rồi bạn bè rồi xã hội. Người lãnh đạo hay chính quyền không cố cung cấp cho cá nhân những gì mà gia đình có thể. Có câu thành ngữ của Trung Quốc khái quát vấn đề này: "tu thân, tề gia, trị quốc, bình thiên hạ". Tu thân nghĩa là tự lo bản thân, tự rèn luyện, làm mọi việc để mình trở nên có ích; tề gia là lo lắng cho gia đình; trị quốc là lo lắng cho đất nước; bình thiên hạ là tất cả dưới bầu trời đều thái bình. Đó là quan niệm cơ bản của văn minh chúng tôi. Chính quyền lên rồi chính quyền xuống, nhưng quan điểm này vẫn duy trì. Chúng tôi bắt đầu bằng sự tự túc của bản thân.
Mặt nữa, chúng tôi may mắn là chúng tôi có nền văn hoá tràn đầy niềm tin vào sự tiết kiệm, làm việc chăm chỉ, kính trọng cha mẹ, tôn kính gia đình, và trên hết, là tôn trọng trí thức và sự học.
Lý Quang Diệu là người rất ghét sự ảnh hưởng từ văn hóa ngoại lai lên truyền thống văn hóa đất nước và đã đề ra những luật nghiêm khắc để hạn chế tình trạng này. Các cặp yêu nhau ở nơi công cộng nếu có những hành vi quá đà sẽ bị phạt vài tháng tù. Quan hệ tình dục đồng tính luyến ái bị cấm ở Singapore, vi phạm có thể bị phạt tới 2 năm tù. Con trai ông, Thủ tướng Lý Hiển Long, cũng đồng tình với quan điểm của cha khi xem đồng tính luyến ái là hành vi phạm pháp. Trong một bài phát biểu tại quốc hội, ông nói Singapore là một xã hội truyền thống, và ông muốn gìn giữ truyền thống đó.

## Phê phán
Mặt khác, một số người trong và ngoài nước, cho rằng Lý Quang Diệu là người chủ trương dành đặc quyền lãnh đạo đất nước cho giới thượng lưu tinh hoa (elitism), hoặc có cả những cáo buộc ông là một nhà lãnh đạo chuyên quyền. Người ta thuật lại rằng có lần Lý Quang Diệu từng nói ông thích người khác sợ ông hơn là quý mến ông
Trong thời gian lãnh đạo, Lý Quang Diệu cũng bị chỉ trích vì đã áp dụng những biện pháp cứng rắn nhằm đàn áp phe đối lập và quyền tự do ngôn luận., cấm biểu tình nơi công cộng mà không có giấy phép của cảnh sát, hạn chế các ấn phẩm và sử dụng các luật lệ về tội phỉ báng để đẩy những đối thủ chính trị của ông vào tình trạng phá sản. Về vấn đề này, năm 1999, Devan Nair, cựu tổng thống Singapore, người đã phải từ chức do mâu thuẫn với Lý Quang Diệu và phải sang sống tị nạn ở Canada, trong một cuộc phỏng vấn với tờ báo The Globe and Mail ở Toronto đưa ra nhận xét rằng: chiến lược của Lý Quang Diệu là khởi kiện đối thủ của ông cho đến khi họ phá sản hay thân bại danh liệt, như vậy chẳng khác gì thủ tiêu các quyền chính trị. Nair cho rằng Lý Quang Diệu "ngày càng trở nên loại người tự cho mình biết đủ và biết đúng mọi sự", cũng như bị vây quanh bởi "những kẻ bù nhìn". Phản ứng với những nhận xét này, Lý Quang Diệu lại đâm đơn khởi kiện Nair tại một tòa án tại Canada và Nair đã kiện ngược lại.
Trong một trường hợp, sau khi toà kháng án bác bỏ một phán quyết của toà dưới có lợi cho Lý Quang Diệu, chính phủ bèn hủy bỏ quyền kháng án. Suốt trong thời gian đảm nhiệm chức thủ tướng từ 1965 đến 1990, Lý Quang Diệu đã bỏ tù Tạ Thái Bảo (Chia Thye Poh), một cựu dân biểu quốc hội thuộc đảng đối lập Barisan Socialis, trong 22 năm mà không xét xử, chiếu theo Luật An ninh Nội chính, ông này chỉ được trả tự do vào năm 1989. Cũng vậy, để có thể dành quyền hạn tuyệt đối cho các thẩm phán, Lý Quang Diệu đã huỷ bỏ luật "Xét xử có bồi thẩm đoàn" tại tòa án.

### Vụ kiện phỉ báng
Vào năm 2010, ông Diệu, cùng với con trai là Lý Hiển Long, và ông Goh Chok Tong, dọa sẽ đưa hãng The New York Times Company, mà làm chủ tờ báo International Herald Tribune ra tòa, vì một bài báo có tựa là 'All in the Family (tất cả trong gia đình)' được viết vào ngày 15 tháng 2 năm 2010 bởi Philip Bowring, một nhà báo tự do và trước đó là chủ bút tờ Far Eastern Economic Review. Báo International Herald Tribune xin lỗi vào tháng 3 là độc giả của bài báo này có thể 'phỏng đoán là Lý con không xứng đáng để đạt được chức vụ thủ tướng'. The New York Times Company và Bowring cũng đồng ý trả SG$60,000 cho Lý Hiển Long, SG$50,000 cho Diệu và SG$50,000 cho Goh (tổng cộng khoảng US$114,000 vào lúc đó), cộng thêm với tiền luật sư. Câu chuyện bắt nguồn từ một dàn xếp vào năm 1994 giữa 3 lãnh tụ đề cập tới nền chính trị kiểu cha truyền con nối tại các nước Đông Nam Á, bao gồm cả Singapore. Trong cuộc thỏa thuận, Bowring đồng ý là không có ý nói Lý Hiển Long đạt được chức vụ là do chủ trương gia đình trị của cha ông là Lý Quang Diệu. Phản ứng lại việc này, tổ chức bảo vệ thông tin báo chí Reporters Without Borders viết một lá thư công khai bảo Diệu và các viên chức cao cấp của chính phủ Singapore hãy ngưng ngay đơn tố tụng phỉ báng này đối với các ký giả.

### Hồi ký
Lý Quang Diệu đã viết hai cuốn hồi ký dài hai tập: Câu chuyện Singapore, trình bày quan điểm của ông về lịch sử Singapore cho đến khi tách rời khỏi Malaysia năm 1965, và Từ thế giới thứ ba đến thế giới thứ nhất: Câu chuyện Singapore, thuật lại sự chuyển đổi của Singapore để trở thành; quốc gia thuộc thế giới thứ nhất.